# Eleição para o Senado federal pelo Mississippi em 2012
A eleição para o senado do estado americano da Mississippi foi realizada em 6 de novembro de 2012, simultaneamente com as eleições para a câmara dos representantes, para o senado, para alguns governos estaduais e para o presidente da república. O senador Roger Wicker foi reeleito com 57% dos votos.

## Antecedentes
O ex-representante dos Estados Unidos Roger Wicker foi nomeado pelo governador Haley Barbour em 31 de dezembro de 2007, 13 dias depois do senador titular Trent Lott se aposentar. A eleição realizada em 2008 foi feita em caráter especial. O então senador Roger Wicker derrotou o ex-governador do Mississippi Ronnie Musgrove, com 54,96% dos votos na eleição especial e é elegível para concorrer a reeleição em 2012.

## Primária republicana

### Candidatos
- E. Allen Hathcock, ativista do movimento Tea Party e veterano do exército[5][6]
- Robert Maloney[5]
- Roger Wicker, atual senador[5]

### Resultados
| Primária Republicana | Primária Republicana | Primária Republicana | Primária Republicana | Primária Republicana | Primária Republicana |
| Partido              | Partido              | Candidato            | Votos                | %                    |                      |
| -------------------- | -------------------- | -------------------- | -------------------- | -------------------- | -------------------- |
|                      | Republicano          | Roger Wicker         | 254.669              | 89,17%               |                      |
|                      | Republicano          | Robert Maloney       | 18.822               | 6,60%                |                      |
|                      | Republicano          | Allen Hathcock       | 12.094               | 4,23%                |                      |
|                      | Total:               | Total:               | 285.585              | 100%                 |                      |

## Primária Democrata

### Candidatos
- Albert N. Gore, presidente do partido democrata do Condado de Oktibbeha[8]
- Will Oatis, veterano da Guerra do Afeganistão e candidato a governador em 2011[6]
- Roger Weiner, membro da Câmara dos supervisores do Condado de Coahoma[9]

### Resultados
| Primária Democrata | Primária Democrata | Primária Democrata | Primária Democrata | Primária Democrata | Primária Democrata |
| Partido            | Partido            | Candidato          | Votos              | %                  |                    |
| ------------------ | ------------------ | ------------------ | ------------------ | ------------------ | ------------------ |
|                    | Democrata          | Albert Gore        | 49.157             | 56,77%             |                    |
|                    | Democrata          | Roger Weiner       | 21.131             | 24,40%             |                    |
|                    | Democrata          | Will Oatis         | 16.300             | 18,82%             |                    |
|                    | Total:             | Total:             | 86.588             | 100%               |                    |

## Eleição geral

### Candidatos
- Roger Wicker (R), atual senador
- Albert Gore (D), presidente do partido democrata do Condado de Oktibbeha
- Thomas Cramer (C), empregado da Ingalls Shipbuilding[11][12]
- Shawn O'Hara (R), ex-presidente do Partido da Reforma dos Estados Unidos[13]

### Resultados
|  | Republicano | Roger Wicker | 709.626   | 57,16% |
|  | Democrata   | Albert Gore  | 503.467   | 40,55% |
|  | Total:      | Total:       | 1.241.568 | 100%   |